# 아주스

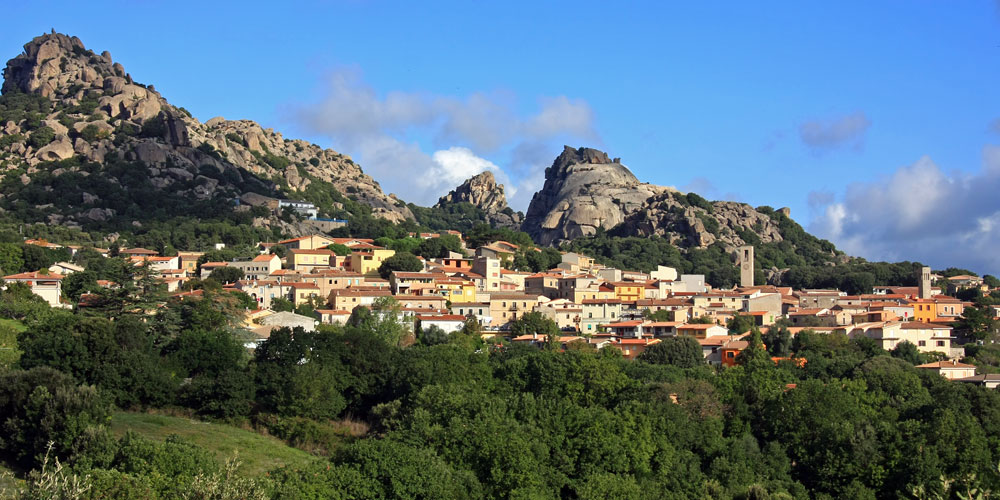

아주스(Aggius)는 이탈리아 사르데냐 지방 사사리도의 코무네이다. 칼리아리에서 북쪽으로 약 190킬로미터(120마일), 올비아에서 서쪽으로 약 35킬로미터(22마일) 지점에 위치해 있다.

## 아주스 경계의 지방자치체
- Aglientu
- Bortigiadas
- 템피오파우사니아(Tempio Pausania)
- Trinità d'Agultu e Vignola
- Viddalba